# ヘンリー・トービー・プリンセプ

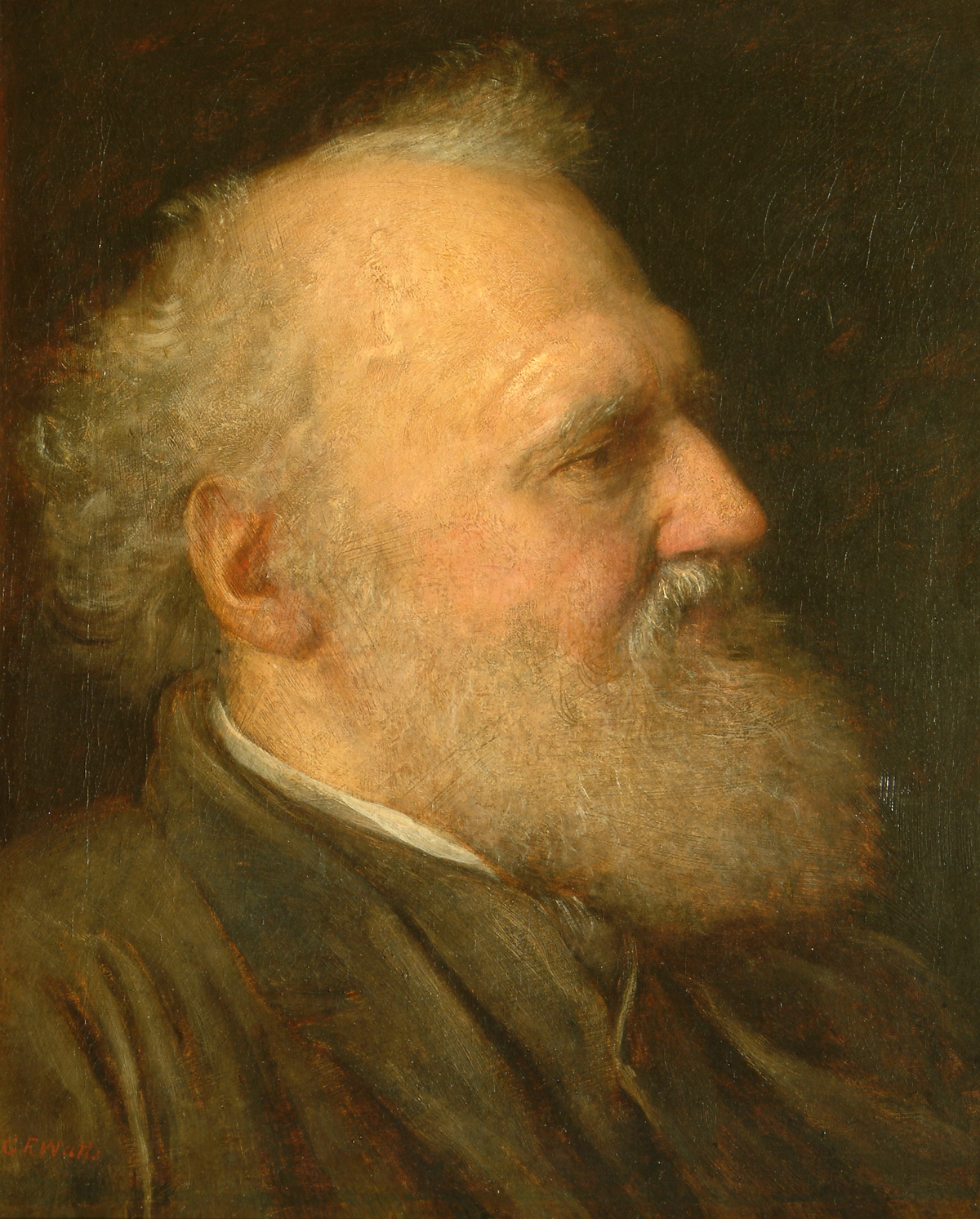
ヘンリー・トービー・プリンセプ、ジョージ・フレデリック・ワッツ画、1871年

ヘンリー・トービー・プリンセプ（Henry Thoby Prinsep、1793年7月15日 - 1878年2月11日）は、イギリス人のインド高等文官・インド史研究者。本国への帰国後は政治に関与、またケンジントンに賃借した邸宅リトル・ホランド・ハウスはヴィクトリア朝を代表する文化芸術サークルの中心となった。写真家ジュリア・マーガレット・キャメロンの義弟、小説家ヴァージニア・ウルフの義理の大叔父に当たる。

## 前半生
ジョン・プリンセプの四男。父はインドに渡り軍人・貿易商として成功を収めた後、本国に帰国してトービー・プライオリー（Thoby Priory）城館を買い取り、エセックスの名士・国会議員となった人物。6歳下の弟ジェームズ・プリンセプも東洋学者・言語学者として著名である。家庭で教育を受け、1806年13歳でヴァイセシマス・ノックスの経営する私学トンブリッジ校に入学。翌1807年英領ベンガル州の政庁の書記官の職を得てインドに赴くことになり、ハートフォード城内の東インド会社カレッジで専門的な訓練を受けた。

## インド勤務
1808年12月東インド会社カレッジを離れ、1809年7月20日カルカッタに到着。このとき16歳だった。書記官養成訓練校で最初の2年を過ごす中で、高等文官ホルト・マッケンジー（1787年 - 1876年）と親交を深めた。その後サードル・ディーワーニー・アダーラト裁判所の事務官に任命されてムルシダーバードに派遣され、同地で判事事務官及び登録官として些末な訴訟案件の処理を行った。バカルガニ管区などで働いた後、1814年ベンガル総督官房の職員に任命され、総督モイラ伯爵の側近の1人となり、モイラ伯のアワド藩王国・北西部諸州歴訪にも随行した。後に総督官房内の司法部局長に就任したが、英領インド諸州の法廷に対して本国政府の利益のために圧力をかける彼の態度は問題視され、巡行中の総督の滞在地に召喚されたこともあった。
1819年及び1820年、司法部局長の地位に留まったまま政庁の特別調査部に所属した。バルダマーン管区の地租収入に関する調査を行い、ベンガル州に新法令を課し税収の改善を図った。1820年12月16日ペルシア語地域部局の局長となる。総督の諮問会議の評議員となり、1835年一時的にその地位を外れたこともあったが、1840年より終身評議員となった。1843年、インドにおける全ての官職から退役した。

## 帰国後

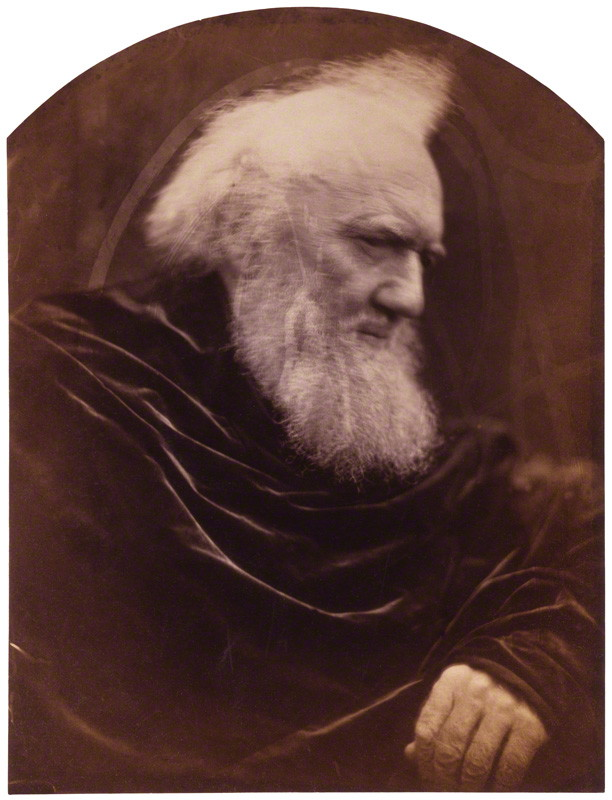
ヘンリー・トービー・プリンセプ、妻の姉ジュリア・マーガレット・キャメロンによる写真、1866年

英国に戻ったプリンセプはロンドンに住まいを構え、インド帰りの名士として閉鎖的なカールトン・クラブやアシニーアム・クラブに出入りした。この頃の彼の狙いは父と同じく庶民院議員就任であり、4つの選挙区（キルマーノック、ダートマス、ドーヴァー、ヘリッジ）に保守党から立候補しようと画策した。1851年3月5日へリッジ選挙区で行われた補欠選挙でプリンセプは保守党候補として票の過半数を得たが、その議席獲得は彼の資格上の要件を理由に認められず、敗北した自由党候補が当選者となった。同選挙区では当時、票の買収に対する反対運動が激しく、開票の再検査によってプリンセプの票獲得上の不正が明るみに出たのだった。同年中にもう一度別の選挙区の補欠選挙に立候補したが敗れ、この時も選挙の不正で批判される事態となった。
プリンセプはまた東インド会社の取締役会の役員の地位を得ようと運動し、1850年その一員に選ばれた。1853年の立法に伴い同社取締役会の役員数が減らされたが、彼は選挙の得票数の多さで役員の地位に留まることができた。
1858年、インド統治評議会が創設されると、プリンセプはその7人の評議員の1人に選ばれた。しかし彼はインド大臣の政策決定に度々異議を唱えた。1857年のインド大反乱後の本国政府による事後処理の一部にも反対した。イギリス人部隊をインドに派遣し地方の警察業務に当たらせる制度の廃止、そしてそれに代わるインド人将校団の創設を目指す政府案に反対した。プリンセプは過去30年間にわたってイギリス人行政官に管理されてきたマイソールに自治政府を再建させる決定についても不賛成だった。ゴーダーヴァリ川の航行ルート整備事業にも財政的見地から反対した。評議員を退いたのは1874年のことだが、最後の年にもプリンセプはインドの鉄道に狭軌を採用する決定に反対している。

## リトル・ホランド・ハウス
1835年5月14日、プリンセプはベンガル高等文官ジェームズ・パトル（1775年 - 1845年）の7人の娘たちのうちの三女、セーラ・モンクトン・パトル（1816年 - 1887年）と結婚した。セーラはフランス育ちの有名な美人姉妹パトル姉妹の一員で、世話好きで、洗練されたサロンの女主人となる才能に恵まれていた。
プリンセプ夫妻は英国帰国後の1850年、ケンジントンのリトル・ホランド・ハウスを賃借し、この屋敷に多くの政治家・文士・知識人・芸術家を呼び集めた。ラファエル前派の画家ジョージ・フレデリック・ワッツはプリンセプの親友で、主人夫婦の好意に応じて25年ものあいだ屋敷に居候して過ごした。エドワード・バーン＝ジョーンズも夫妻の友人として屋敷に頻繁に出入りした。2人の画家たちは、セアラが引き取っていた姪ジュリア・ジャクソン（後のヴァージニア・ウルフの母親）を絵画のモデルとした。また、屋敷を訪れる客たちはしばしばセーラの姉ジュリア・マーガレット・キャメロンの撮影するカメラの被写体となった。
1878年、プリンセプはワイト島のフレッシュウォーターにある親友ワッツの家に滞在中に死去した。

## 著作
第三次マラーター戦争が終わると、プリンセプはインド総督の許可を得て、『ヘイスティングス侯の統治下におけるインドの政治・軍事上の諸活動（A History of the Political and Military Transactions in India during the Administration of the Marquis of Hastings）』を執筆した。1813年10月に書き始め、1823年1月に脱稿した。完成原稿は長兄チャールズ・ロバート・プリンセプ（Charles Robert Prinsep）に預けられた。外相ジョージ・カニングはこの本の出版に反対したが、プリンセプはこれを押し切って1823年にこの本をジョン・マレー（John Murray）の出版社から公刊した。第2版は翌1824年、著者プリンセプの本国滞在中に第1版を修正して再刊された。
1865年、プリンセプは自伝執筆に向けた原稿を書き、その中で最初に仕えたヘイスティングス侯（モイラ伯）以降の歴代総督たちの人物評をしている。
プリンセプは自身の仕事に関わる著作を発表し続けた。パンジャーブ地方におけるシク教徒の権力掌握までの物語（1834年）、アフガニスタンに関するリサーチ（1844年）、チベット・タルタリア及びモンゴルの政治社会状況（1852年）について、等である。
1853年、当時特許状法改正問題が議論になっていた中で、インド統治のあり方を論じるパンフレットを発表した。
その他、インド人ラマチャンドラ・ダーサ（Ramachandra Dasa）の書いた『ベンガル高等文官一覧　1790年から1842年まで　保険数理人一覧表付き（Register of the Bengal Civil Servants 1790–1842, accompanied by Actuarial Tables）』（1844年）の出版を実現させている。
晩年には文学書を手掛け、『東洋の説話及び伝承を踏まえたバラッド詩の実例（Specimens of Ballad Poetry applied to the Tales and Traditions of the East.）』を発表した。

## 家族
プリンセプ夫妻には3男 1女があった。長男サー・ヘンリー・トービー・プリンセプはカルカッタの高等裁判所判事であり、フリーメイソンのベンガル管区グランドロッジグランドマスターを2度務めている。次男ヴァレンタイン・キャメロン・プリンセプは画家として活動した。三男アーサー・ハルディマンド・プリンセプはベンガル騎兵軍の陸軍少将となった。長女のアリス・プリンセプはチャールズ・ガーネイという男性と結婚した。

## 引用
1. 1 2 3 4 5 6 7 8 9 10 11  "Prinsep, Henry Thoby" . Dictionary of National Biography (英語). London: Smith, Elder & Co. 1885–1900.
2. ↑  Reginald Lucas, Lord Glenesk and the Morning Post (1910) p. 42; archive.org.